# Distrikt Desaguadero
Der Distrikt Desaguadero liegt in der Provinz Chucuito in der Region Puno in Süd-Peru. Der Distrikt hat eine Fläche von 178,21 km². Beim Zensus 2017 wurden 13.787 Einwohner gezählt. Im Jahr 1993 lag die Einwohnerzahl bei 7282, im Jahr 2007 bei 20.009. Verwaltungssitz des Distriktes ist die 3832 m hoch gelegene Kleinstadt Desaguadero mit 8502 Einwohnern (Stand 2017). Desaguadero liegt am Ausfluss des Río Desaguadero aus dem Titicacasee. Am gegenüberliegenden Flussufer, in Bolivien, befindet sich die namensgleiche Stadt Desaguadero. Entlang der südlichen Distriktgrenze verläuft der Río Ccallaccame.
Am 15. September 2007 kam es 11 km südlich der Stadt Desaguadero zu einem Meteoriteneinschlag.

## Geographische Lage
Der Distrikt Desaguadero liegt im Altiplano am Südwestufer des Wiñaymarka qucha (Lago Huiñaymarca), dem südlichen Abschnitt des Titicacasees im Osten der Provinz Chucuito. Entlang der östlichen Distriktgrenze fließt der Río Desaguadero zur Laguna Aguallamaya.
Der Distrikt Desaguadero grenzt im Südwesten an den Distrikt Kelluyo und im Nordwesten an den Distrikt Zepita. Im Osten grenzt der Distrikt an das Municipio Desaguadero sowie im Südosten an das Municipio San Andrés de Machaca (beide in der bolivianischen Provinz Ingavi im Departamento La Paz).